# ブタハナスベヘビ属
ブタハナスベヘビ属（ブタハナスベヘビぞく、Leioheterodon）は、爬虫綱有鱗目マダガスカルヘビ科に分類される属。別名ブタバナスベヘビ属。

## 分布
マダガスカル。オオブタバナスベヘビはコモロにも移入分布する。

## 形態
最大種はオオブタバナスベヘビ。
吻端は反りあがり、この吻端を使い地面を掘り返し獲物を探す。奥歯が毒牙となる後牙類であるが、毒性は低い。

## 生態
森林に生息する。
食性は動物食で、主にカエルを食べるが、小型爬虫類、小型哺乳類等も食べる。
繁殖形態は卵生。

## 分類
以下の分類・英名は、付記のない限りReptile Database(2025)に従う。和名は中井(2021)に従う。
- Leioheterodon geayi シモフリブタバナスベヘビ
- Leioheterodon madagascariensis オオブタバナスベヘビ Malagasy giant hognose snake[4]
- Leioheterodon modestus ムジブタバナスベヘビ Blonde hognose snake[6]

## 人間との関係
IUCNは、全種の保全状況を軽度懸念としている。
ペットとして飼育されることもあり、日本にも輸入されている。主にオオブタバナスベヘビが流通する。マダガスカルからの野生動物の輸出は減少傾向にあるため、流通量は今後減少していくものと思われる。野生ではカエルを主に食べるが、飼育下では容易にマウスやラット等に餌付くとされる。性質が荒く、触れようとすると暴れる。後牙類だが毒性は低く、現在のところ被害は知られていない。しかしどのような症状が発症するかわからない上に、ストレスになるので触るのは避けた方がいい。